# Innamorarsi senza accorgersi
Innamorarsi senza accorgersi è un brano musicale interpretato della cantante romana Syria, secondo estratto dal suo album Scrivere al futuro, pubblicato dalla Sony nel maggio del 2011.